# Arassari smaragdový
Arassari smaragdový, někdy také uváděn pod názvem arassari lesklý (Aulacorhynchus prasinus), je 35 cm velký, převážně zelený pták z čeledi tukanovitých s tmavým ocasem, žluto-černým zobákem a světle hnědým temenem a zátylkem.

## Rozšíření
Arassari smaragdový se vyskytuje na území v rozmezí od jižního Mexika a Nikaraguy po Venezuelu, Kolumbii, Ekvádor a Peru.
Jeho přirozeným biotopem jsou vlhké horské lesy, otevřená krajina s hustým porostem stromů, kde se ukrývá. Žije v nadmořských výškách mezi 1800–3000 m.

## Způsob života
Arassari smaragdový je plachý pták, který sedává v korunách stromů, buď v párech, nebo v malých skupinkách. Ozývá se přitom hlasitým voláním.

### Potrava
Arassari smaragdový je všežravý, živí se hmyzem, drobnými plazy, vejci a mláďaty jiných druhů ptáků, plody a bobulemi různých rostlin.

### Rozmnožování
Hnízdí v dutinách stromů, často v opuštěných dutinách datlů, které často ze svého hnízda sám odežene. Samice snáší 3–4 vejce, na jejichž inkubaci i o na následné péči o mláďata se podílí oba rodiče.